# Pusy-et-Épenoux
Pusy-et-Épenoux ist eine französische Gemeinde im Département Haute-Saône in der Region Bourgogne-Franche-Comté.

## Geographie
Pusy-et-Épenoux liegt auf einer Höhe von 262 m über dem Meeresspiegel, etwa sechs Kilometer nördlich der Stadt Vesoul (Luftlinie). Das Dorf erstreckt sich im zentralen Teil des Departements, im Becken von Vesoul, auf einem Plateau zwischen den Bächen Bâtard im Osten und Ruisseau de la Vaugine im Westen.
Die Fläche des 10,07 km² großen Gemeindegebiets umfasst einen Abschnitt im Bereich des Beckens von Vesoul. Der zentrale Teil des Gebietes wird vom Plateau von Pusy eingenommen, das durchschnittlich auf 260 m liegt. Es ist leicht nach Süden geneigt und wird überwiegend landwirtschaftlich genutzt, doch gibt es auch einige Waldflächen, insbesondere den Gros Bois im Südosten. Ganz im Nordwesten, im Bereich des Bois du Chanoi, wird mit 294 m die höchste Erhebung von Pusy-et-Épenoux erreicht. In geologisch-tektonischer Hinsicht besteht das Gelände aus einer Wechsellagerung von sandig-mergeligen und kalkigen Sedimenten der unteren Jurazeit. Die westliche Abgrenzung bildet die Niederung des Ruisseau de la Vaugine, der für die Entwässerung nach Süden zum Durgeon sorgt.
Nach Osten erstreckt sich das Gemeindeareal in die Talniederung des Bâtard, eines weiteren rechten Zuflusses des Durgeon. Auch die Anhöhen des Bois la Dame (285 m) östlich dieses Tals gehören zu Pusy-et-Épenoux.
Die Doppelgemeinde besteht aus dem Dorf Pusy (262 m) auf dem Plateau und dem Weiler Épenoux (239 m) am westlichen Rand der Niederung des Bâtard. Nachbargemeinden von Pusy-et-Épenoux sind Bougnon und Auxon im Norden, Villeparois im Osten, Coulevon und Vesoul im Süden sowie Pusey und Charmoille im Westen.

## Geschichte
Überreste aus der Römerzeit weisen auf eine sehr frühe Besiedlung des Ortes hin. Im Mittelalter gehörte Pusy zur Freigrafschaft Burgund und darin zum Gebiet des Bailliage d’Amont. Die lokale Herrschaft hatten zunächst der Vicomte von Vesoul, später die Herren von Faucogney inne. Im Folgenden teilte Pusy das Schicksal der Nachbargemeinde Pusey. Im 16. und 17. Jahrhundert hatte der Ort mehrfach unter Kriegszügen und Plünderungen zu leiden: 1569 wurde die Kirche von Truppen des Herzogs Wolfgang von Pfalz-Zweibrücken verwüstet. 1595 wurde das Dorf von den Soldaten unter Tremblecourt in Mitleidenschaft gezogen. Während des Dreißigjährigen Krieges wurde Pusy gebrandschatzt. Zusammen mit der Franche-Comté gelangte das Dorf mit dem Frieden von Nimwegen 1678 definitiv an Frankreich. Zu einer Gebietsveränderung kam es im Jahr 1807, als Épenoux (1806: 97 Einwohner) mit Pusy fusionierte. Heute ist Pusy-et-Épenoux Mitglied des Gemeindeverbandes Communauté d’agglomération de Vesoul.

## Sehenswürdigkeiten
Die Kirche Saint-Martin wurde im 19. Jahrhundert neu erbaut, wobei der spitzbogenförmige Chorraum des Vorgängerbaus (16. Jahrhundert) mit einbezogen wurde. Sie besitzt eine bemerkenswerte Ausstattung, darunter den reich skulptierten Hochaltar (17. Jahrhundert), mehrere Seitenaltäre (17./18. Jahrhundert), Täfelungen im Louis-XIV-Stil und verschiedene Gemälde. Auf dem Friedhof steht ein Kreuz aus dem 18. Jahrhundert.
Das Schloss von Pusy aus dem 18. Jahrhundert befindet sich seit 1991 im Besitz der Gemeinde und beherbergt heute die Gemeindeverwaltung. Im Château d'Épenoux ist ein Hotel untergebracht.

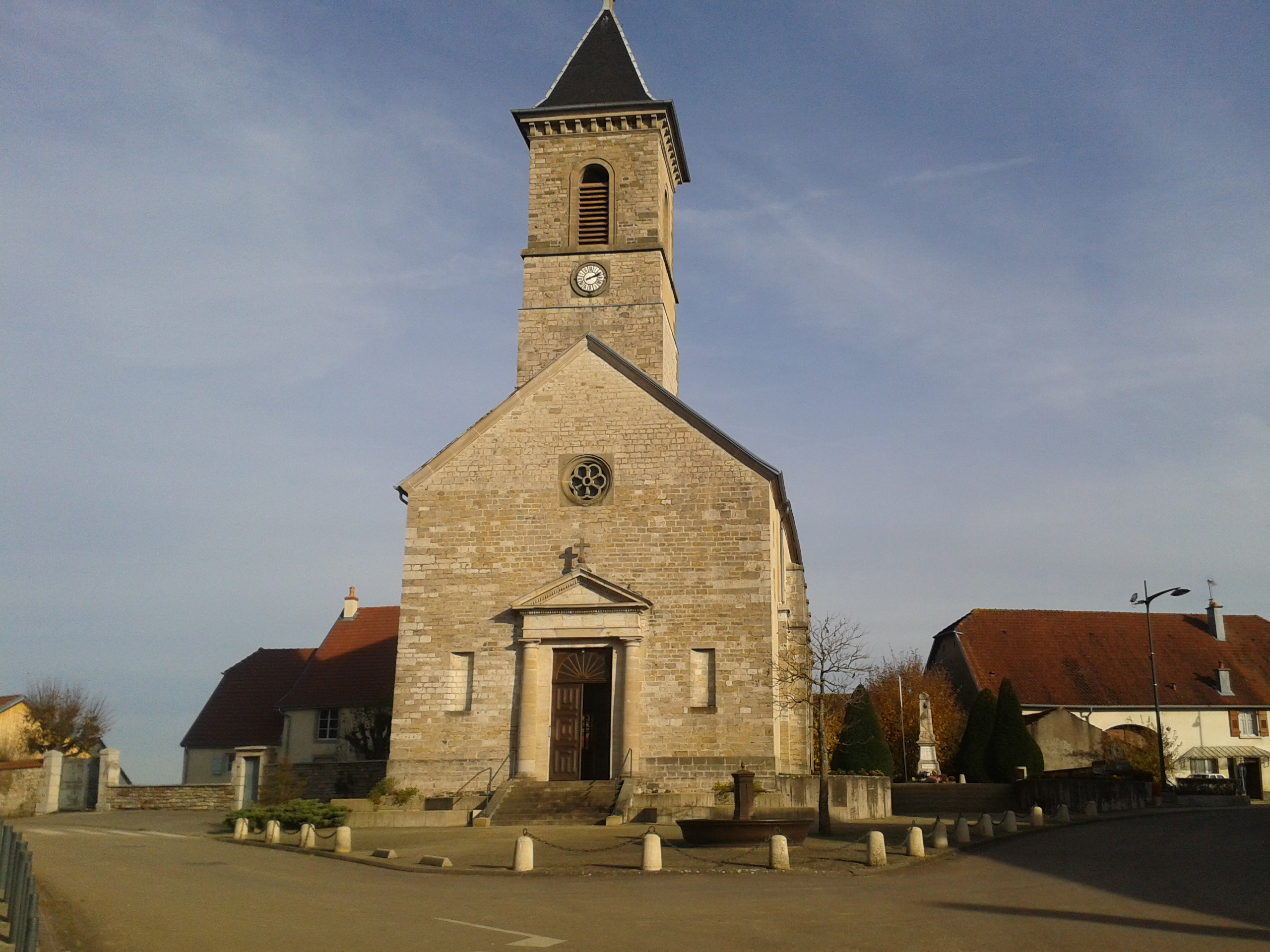
Kirche Saint-Martin
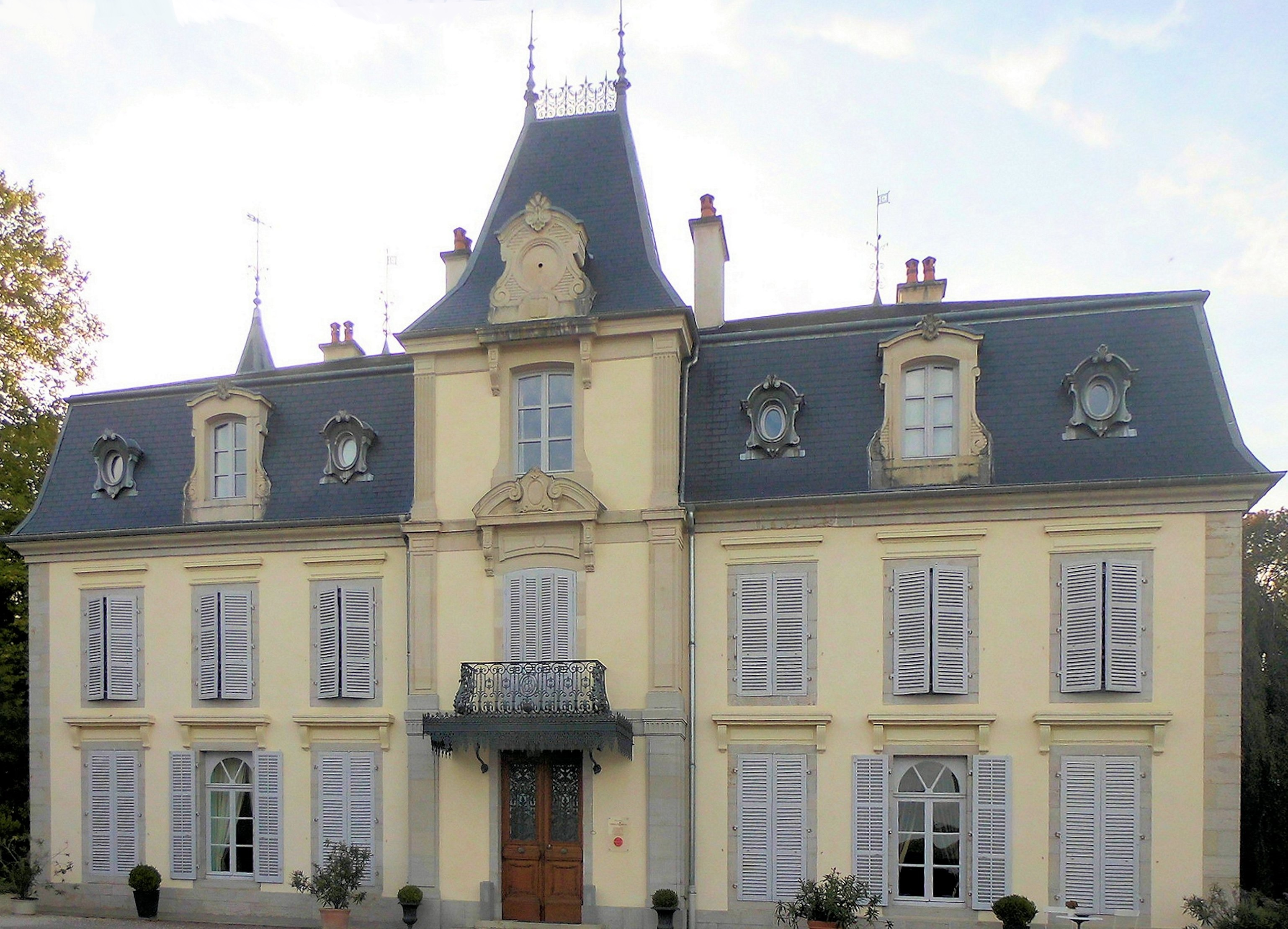
Schloss Épenoux, heute Hotel
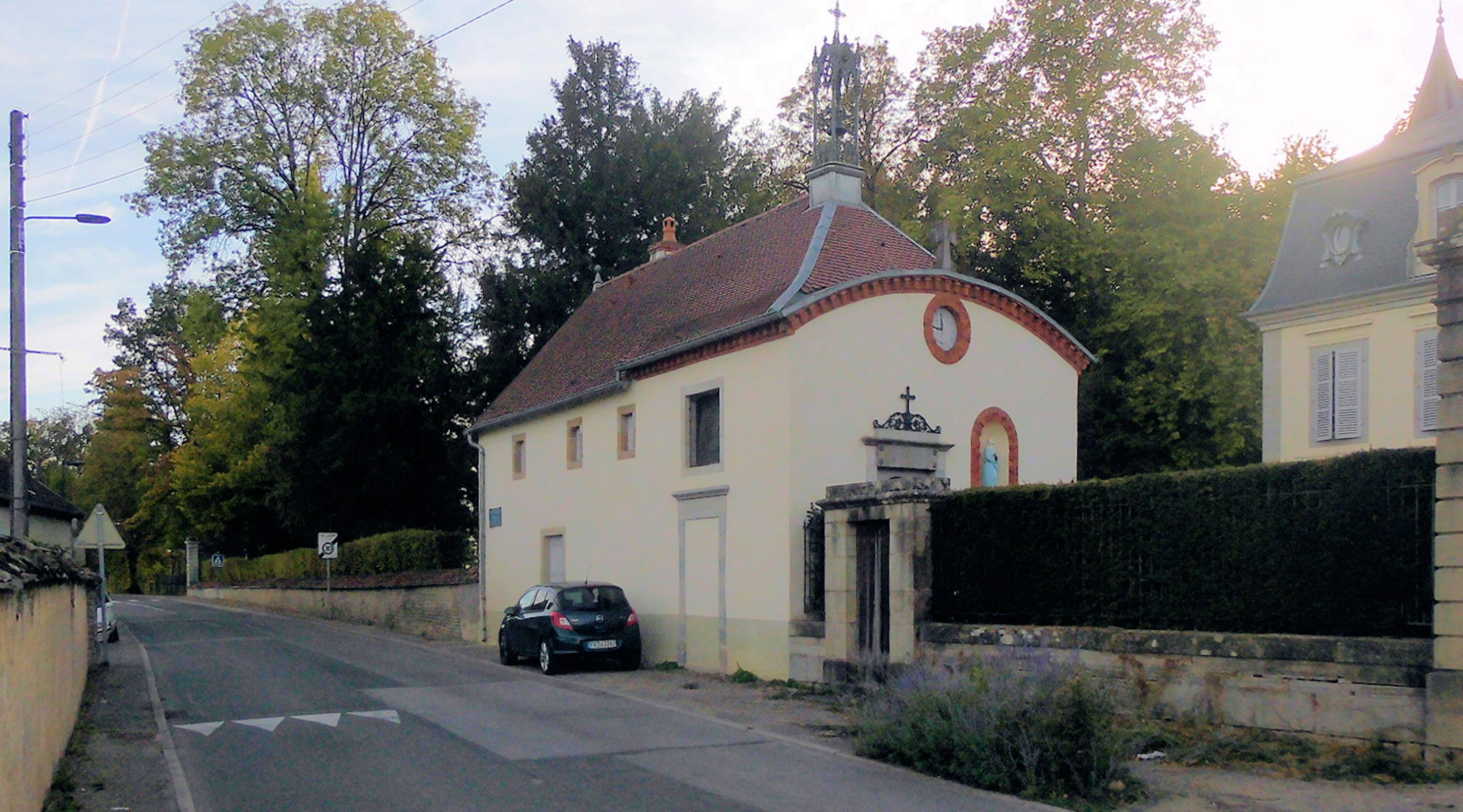
Ehemalige Schlosskapelle in Épenoux
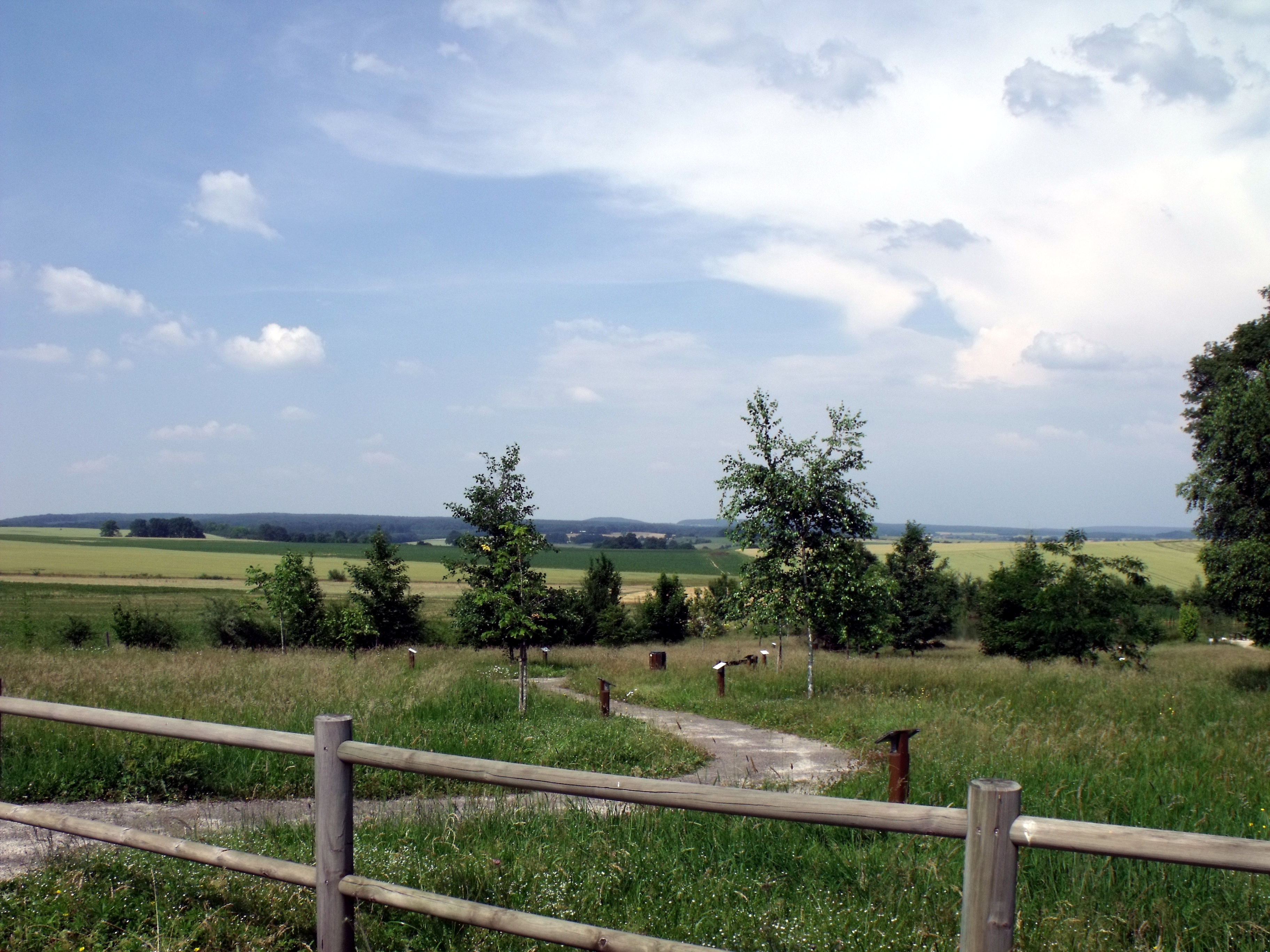
Arboretum in Pusy

## Bevölkerung
| Jahr                       | 1962 | 1968 | 1975 | 1982 | 1990 | 1999 | 2010 | 2020 |
| Einwohner                  | 223  | 245  | 300  | 395  | 522  | 479  | 545  | 544  |
| Quellen: Cassini und INSEE |      |      |      |      |      |      |      |      |

Mit 542 Einwohnern (1. Januar 2022) gehört Pusy-et-Épenoux zu den kleineren Gemeinden des Départements Haute-Saône. Nachdem die Einwohnerzahl in der ersten Hälfte des 20. Jahrhunderts deutlich abgenommen hatte (1891 wurden noch 376 Personen gezählt), wurde seit Beginn der 1970er Jahre wieder ein kräftiges Bevölkerungswachstum verzeichnet. Seither hat sich die Einwohnerzahl verdoppelt.

## Wirtschaft und Infrastruktur
Pusy-et-Épenoux war bis weit ins 20. Jahrhundert hinein ein vorwiegend durch die Landwirtschaft (Ackerbau, Obstbau und Viehzucht) geprägtes Dorf. Heute gibt es einige Betriebe des lokalen Kleingewerbes. In den letzten Jahrzehnten hat sich das Dorf zu einer Wohngemeinde gewandelt. Viele Erwerbstätige sind deshalb Wegpendler, die in der Agglomeration Vesoul ihrer Arbeit nachgehen.
Die Ortschaft liegt abseits der größeren Durchgangsachsen nahe einer Departementsstraße, die von Vesoul nach Conflans-sur-Lanterne führt. Weitere Straßenverbindungen bestehen mit Pusey und Bougnon.